# Nivada
Nivada es una empresa fabricante de relojes creada en 1926 en Grenchen, (aunque también se dice que fue fundada en 1879 por Jacob Schneider) en la ciudad de Grenchen (Suiza). La empresa cobró popularidad tras la Segunda Guerra Mundial, produciendo una serie de relojes de éxito antes de sucumbir a la crisis del cuarzo.

## Historia
En 1926, Nivada operaba en Grenchen como Wüllimann Schneider Nivada S.A. La empresa dependía de los acreditados movimientos de ETA SA Manufacture Horlogère Suisse y de Phénix S.A., como era habitual en la época, y era conocida por sus relojes de alta calidad producidos en serie. La firma celebró su centenario en 1979, momento en el que estaba dirigida por el hijo del fundador, Max Schneider, quien asumió el control del negocio en 1976.
Nivada no pudo usar su nombre durante las décadas de 1960 y 1970 debido a su similitud fonética con Movado, por lo que los productos se etiquetaron como "Nivada Grenchen". En Estados Unidos, Croton (fundada en 1878 en Italia, con sede posteriormente en Nueva Jersey) se convirtió en distribuidor estadounidense de los productos Nivada, por lo que muchos se vendieron bajo los nombres "Croton Nivada", "Croton Nivada Grenchen" o simplemente "Croton", evitando así los problemas derivados de la similitud con el nombre Movado.
La marca Nivada también fue utilizada en Corea del Sur por Kim Suk Keun Watch Company desde 1985 hasta la década del 2000 y continúa usándose hasta la actualidad.
En 2022, Nivada seguía registrada en Grenchen (Suiza), y la marca se mantenía presente en algunos mercados, especialmente en México.

## Productos
- Rollamatic (también "Rollador") con movimientos Phenix 200.
- Reglavit era un reloj resistente al agua con un tornillo regulador externo.
- Antarctic fue una serie de relojes de larga duración, iniciada en 1958 para celebrar el Año Geofísico Internacional (IGY), que utilizaba los movimientos ETA 1256 o 2472, así como el A. Schild 1673.
- Depthmaster era un reloj de buceo resistente al agua hasta 1000 metros.
- Depthomatic era otro reloj de buceo resistente al agua hasta 200 m, con el movimiento ETA 2472.
- Alertamatic era un reloj con alarma y movimiento Lemania 2980.
- El Ultramatic 36000 (1975) utilizó el excepcional movimiento ETA 2734 de 36 000 A/h. Debido a su estrecha relación con Phenix/MSR, Nivada vendió el reloj con alarma Vulcain Cricket bajo su marca, el Wanderer.